# Mon cœur et ses millions
Pour plus de détails, voir Fiche technique et Distribution.
Mon cœur et ses millions est un film français réalisé par André Berthomieu (sous le nom de Modeste Arveyres), sorti en 1931.

## Synopsis
Un homme d'affaires millionnaire, Franck Crighton, qui ne supporte plus sa vie trépidante, décide de se faire désormais passer pour son secrétaire. Grâce à ce subterfuge, il trouve l'amour, et retrouve la tranquillité.

## Fiche technique
- Titre : Mon cœur et ses millions
- Réalisation : André Berthomieu sous le nom de Modeste Arveyres
- Scénario : André Berthomieu, Pierre Maudru, Paul Merzbach, Oscar Rydqvist (sv), d'après la pièce Le Jeu de l'humour du hasard d'Henri Verdun
- Photographie : Heinrich Balasch (de) et Martin Bodin
- Musique : Henri Verdun
- Producteur : Jacques Haïk, Stellan Claësson (sv)
- Société de production : Les Établissements Jacques Haïk, Les Films Minerva
- Pays d'origine :  France
- Format : Noir et blanc — 35 mm — 1,37:1 — Son : Mono
- Genre : comédie
- Durée : 75 minutes
- Date de sortie : France, 6 novembre 1931

## Distribution
- Jules Berry : Franck Crighton
- Suzy Prim : Marguerite Mirgaudon
- Renée Passeur : Yolande de Vaneuse
- Gaston Dupray : Guillaume Aribeau, le secrétaire
- Gaston Jacquet : Mirgaudon
- Bill-Bocketts : Bill
- Henri Delivry  : le directeur de théâtre
- Jean Diener : le comte de Vaneuse
- Germaine Noizet : la comtesse de Vaneuse
- Maurice Tanière : Julot
- Gunnar Björnstrand : un choriste

## À noter
- Mon cœur et ses millions est la version en français du film suédois Falska millionären (littéralement « faux millionnaire ») de Paul Merzbach